# Einführung in die sozialistische Produktion
Das Unterrichtsfach Einführung in die sozialistische Produktion (ESP) wurde im Zusammenhang mit der „Polytechnisierung“ des Bildungssystems der DDR Ende der 1950er Jahre eingeführt. Ziel war es, den Schülern in der DDR den Zusammenhang zwischen Arbeitswelt und Schulalltag näherzubringen sowie qualifizierte Arbeitskräfte frühzeitig in die Produktion einzuführen. Des Weiteren war Ziel dieses Unterrichtsfaches, „grundlegende Kenntnisse der sozialistischen Betriebswirtschaft, des Zusammenhangs von Politik, Technik und Ökonomie [...]“ zu vermitteln.
Einführung in die sozialistische Produktion war neben dem Fach „Technisches Zeichnen“ der theoretische Teil des polytechnischen Unterrichts, der durch die Produktive Arbeit (PA, bis 1970 Unterrichtstag in der sozialistischen Produktion (UTP)), welche die Schüler direkt in den Betrieben absolvierten, ergänzt wurde. Zum theoretischen Teil gehörten auch Grundlagen der Konstruktion, Elektronik, Mikroelektronik und Informatik. Der Unterricht fand für die Klassen 7 bis 10 statt.